# Пёнтек, Кароль
Кароль Пёнтек (пол. Karol Piątek, родился 4 июля 1982 в Вейхерове) — польский футболист, выступавший на позиции защитника.

## Игровая карьера
Воспитанник клуба «Блыскавица» из Лузино, позже выступал в юниорском составе «Грыфа» из Вейхерово.
Дальнейшую карьеру игрока провёл в клубах «Лехия» (Гданьск), «Арка» (Гдыня), «Лодзь» и «Краковия». В 2010—2014 годах играл за клуб «Брук-Бет Термалика» из деревни Нецеча.
В 2014 году заключил контракт с клубом I лиги «Бытовия» из Бытува, а в 2015 году выступал за клуб ГОСРиТ из Лузино в четвёртой польской лиге, за который играл до осеннего этапа сезона 2016/2017.
В составе сборной Польши в 2001 году выиграл чемпионат Европы среди юношей не старше 18 лет.

## Достижения
- Победитель Второй лиги: 2007/2008 («Лехия»)[4]
- Победитель Региональной лиги[англ.] Гданьск I: 2016/2017 (КТС-К Лузино)[5][6]
- Чемпион Европы U-18: 2001 (сборная Польши U-18)[7]